# МОН-200
МОН-200 — протипіхотна міна спрямованого типу, що була розроблена та вироблялася в Радянському Союзі, як збільшений варіант міни МОН-100.
В Україні виготовляється під назвою ПВП-200.
Завдяки своїм великим розмірам ця спрямована підривна міна також може бути використана проти легкоброньованих транспортних засобів і гелікоптерів.

## Технічні характеристики
- Тип міни: Протипіхотна
- Матеріал: Листовий метал
- Форма: Кругла
- Колір: Зелений, Оливковий
- Загальна вага: 25 кг
- Вибухова речовина: 12 кг тринітротолуолу
- Зусилля спрацювання: 3,5 кг
- Ширина: 130 мм
- Діаметр: 434 мм

## Бойове застосування

### Російсько-українська війна
Спеціальна моніторингова місія ОБСЄ в Україні у жовтні 2021 року повідомляла про використання російськими військовими протипіхотних мін МОН-200 в окупованих районах Донецької та Луганської областей у ході російсько-української війни.

### Російське вторгнення в Україну
За повідомленням Державної служби України з надзвичайних ситуацій російські військові використовують міну МОН-200 для замінування територій під час російського вторгнення в Україну.